# بروس بانر (عالم مارفل السينمائي)
الدكتور ديفيد بروس بانر، المعروف أكثر باسم بروس بانر، أو شخصيته الأخرى هالك، هو شخصية خيالية في عالم مارفل السينمائي (MCU)، جسّدها في البداية إدوارد نورتون ولاحقًا مارك روفالو — وهي مستندة إلى شخصية قصص مارفل المصورة التي تحمل نفس الاسم. يُصوَّر بانر كعالم فيزياء عبقري، وبعد تجربة فاشلة لمحاكاة برنامج الجندي الخارق باستخدام إشعاع غاما، يتحول إلى مخلوق بشري ضخم وعضلي ذو بشرة خضراء كلما تجاوز معدل ضربات قلبه 200 نبضة في الدقيقة، أو عندما يغضب، أو يواجه خطر الموت. بصفته هالك، يمتلك قدرات خارقة، تشمل قوة وصلابة فائقة.
مع مرور الوقت، يُظهر بانر قدرة متزايدة على التحكم في التحول، ويصبح عضوًا مؤسسًا في فريق المنتقمين. بعد الصراع مع أولترون، يُنقل بانر عن غير قصد إلى كوكب ساكار، حيث يبقى على هيئة هالك لعدة سنوات، حتى يعود في النهاية إلى الأرض أثناء الصراع ضد ثانوس. في السنوات التي تلت "الاختفاء" (The Blip)، يتعلم بانر كيف يحافظ على هيئة هالك مع الاحتفاظ بعقله الواعي، ويلعب دورًا محوريًا في مهمة المنتقمين باستخدام السفر عبر الزمن للحصول على أحجار اللانهاية من الماضي لعكس أفعال ثانوس. يعيد بانر تريليونات الأرواح عبر الكون باستخدام الأحجار في "قفاز نانوي" صُمّم خصيصًا لهذا الغرض ثم يشارك بانر في المعركة النهائية المنتصرة ضد ثانوس. بعد أن تُنقل دماؤه عن طريق الخطأ إلى ابنة عمه جينيفر والترز، يدربها بانر على التعامل مع تحولها الجديد إلى شي-هالك، قبل أن يغادر مرة أخرى إلى ساكار. يعود بعد أشهر برفقة ابنه، سكار.
بانر هو شخصية محورية في عالم مارفل السينمائي، حيث ظهر في تسعة أفلام حتى عام 2024، بالإضافة إلى مسلسل ديزني+ شي-هالك: المحامية. ظهرت الشخصية لأول مرة في فلم هالك الخارق (2008) من بطولة إدوارد نورتون، قبل أن يُستبدل بمارك روفالو. حظيت الشخصية بترحيب عام من النقاد والجمهور، لكن تلقى تباين شخصيته بعض الانتقادات. بالإضافة إلى ذلك، أدى روفالو بصوته عدة نسخ بديلة من بانر في مسلسل الرسوم المتحركة ماذا لو...؟.